# 聖伯多祿司鐸兄弟會
聖伯多祿司鐸兄弟會（拉丁語：Fraternitas Sacerdotalis Sancti Petri，常以拉丁文字首縮寫簡稱為FSSP）是一個天主教傳統主義的使徒生活團，也就是一種非修會的信徒團體，在此情形下成員由致力保存使用傳統拉丁語的脫利騰彌撒的司鐸與修生組成。是一個與教宗完全共融的團體。

## 《天主教法典》上的定位
該組織是一個以司鐸為成員的使徒生活團團體，在《天主教法典》的定位為「不發修會聖願，而追求團體的本有使徒目的，共同度手足生活；並依照本有的生活方式，藉遵守團規而追求愛德的成全。」，成員僅有發誓遵守一般教區司鐸所會立下的誓言，而非修會神職的嚴規。此外兄弟會是直屬宗座的，其團體的服從對象和一些同樣直屬宗座的修會，如耶穌會，一樣是直屬於教宗，而非會院所在的教區主教。但當然若會內司鐸在各教區供職時則必須服從教區主教的訓導。

## 宗旨
兄弟會創會宗旨就是致力保存梵蒂岡第二屆大公會議前所遺傳的傳統拉丁文彌撒，在梵二會議後改革了彌撒的儀式語言，開放使用各地語言進行儀式。然而這不代表傳統操使拉丁文的傳統彌撒就失去了其價值，因此聖伯多祿司鐸兄弟會就專注於培訓善悉拉丁文的熱誠司鐸以為各地的天主教教會提供服務，以滿足熱愛這一傳統的信眾們的需求。並且向教會成員介紹這一傳統的價值。在2007年時這些拉丁文彌撒已由教宗本篤十六世以自動詔書發布的宗座牧函《歷任教宗》給予了規範與保障維護者在此上的權益，並以羅馬禮彌撒特殊形式的稱謂被保留下來。
為了培訓該會的司鐸成員，該會也被允許設立自己的神學院。

## 成立
聖伯多祿司鐸兄弟會的成立是源自於1988年時，一個未受聖座同意成立教會法人的天主教極端傳統主義團體聖庇護十世司鐸兄弟會，其創始者法籍總主教馬歇爾·勒菲弗在未獲得教宗同意的情況下私自祝聖了四位主教。隨即遭到時任教宗若望·保祿二世譴責勒菲弗總主教以及那四位接受他祝聖的主教，皆被證實因其私自祝聖的行為而處於自科絕罰的狀況。
因此事件導致該組織有十二位司鐸以及部分修生決定離開聖庇護十世兄弟會，並在1988年7月18日於瑞士的奧特里夫的一間修院，在若瑟·畢斯其神父（Josef Bisig）的帶領下成立了聖伯多祿司鐸兄弟會。並且獲得了教宗的認同而與宗座完全共融。

## 規模
現今司鐸會共有約兩百五十位司鐸。服務地區則有分散在約一百五十個教區的兩百多個站點。此外司鐸會有兩間神學院，培育著約一百五十名修生。分別是位於德國巴伐利亞州的聖伯多祿國際神學院和美國內布拉斯加州的瓜達羅佩聖母神學院。